# Чон Джі Хьон (борець)
Чон Джі Хьон (кор. 정 지현; нар. 26 березня 1983, Сеул) —  південнокорейський борець греко-римського стилю, дворазовий призер чемпіонатів світу, чемпіон Азії, чемпіон та срібний призер Азійських ігор, переможець та срібний призер кубку світу, олімпійський чемпіон.

## Життєпис
Боротьбою почав займатися з 1998 року.
Виступав за борцівський клуб «Самсунг Лайф», Сеул. Тренер — Ін Суб Кім.

## Спортивні результати на міжнародних змаганнях

### Виступи на Олімпіадах
| Змагання                    | Збірна         | Вагова категорія                 | Місце  |
| --------------------------- | -------------- | -------------------------------- | ------ |
| Літні Олімпійські ігри 2004 | Південна Корея | греко-римська боротьба, до 60 кг | Золото |
| Літні Олімпійські ігри 2008 | Південна Корея | греко-римська боротьба, до 60 кг | 8      |
| Літні Олімпійські ігри 2012 | Південна Корея | греко-римська боротьба, до 60 кг | 8      |

### Виступи на Чемпіонатах світу
| Змагання                        | Збірна         | Вагова категорія                 | Місце  |
| ------------------------------- | -------------- | -------------------------------- | ------ |
| Чемпіонат світу з боротьби 2007 | Південна Корея | греко-римська боротьба, до 60 кг | Бронза |
| Чемпіонат світу з боротьби 2010 | Південна Корея | греко-римська боротьба, до 60 кг | Бронза |
| Чемпіонат світу з боротьби 2011 | Південна Корея | греко-римська боротьба, до 60 кг | 5      |

### Виступи на Чемпіонатах Азії
| Змагання                       | Збірна         | Вагова категорія                 | Місце  |
| ------------------------------ | -------------- | -------------------------------- | ------ |
| Чемпіонат Азії з боротьби 2014 | Південна Корея | греко-римська боротьба, до 71 кг | Золото |

### Виступи на Азійських іграх
| Змагання           | Збірна         | Вагова категорія                 | Місце  |
| ------------------ | -------------- | -------------------------------- | ------ |
| Азійські ігри 2002 | Південна Корея | греко-римська боротьба, до 55 кг | 6      |
| Азійські ігри 2010 | Південна Корея | греко-римська боротьба, до 60 кг | Срібло |
| Азійські ігри 2014 | Південна Корея | греко-римська боротьба, до 71 кг | Золото |

### Виступи на Кубках світу
| Змагання                    | Збірна         | Вагова категорія                 | Місце  |
| --------------------------- | -------------- | -------------------------------- | ------ |
| Кубок світу з боротьби 2008 | Південна Корея | греко-римська боротьба, до 66 кг | 4      |
| Кубок світу з боротьби 2011 | Південна Корея | греко-римська боротьба, до 60 кг | Золото |
| Кубок світу з боротьби 2012 | Південна Корея | греко-римська боротьба, до 66 кг | Срібло |
| Кубок світу з боротьби 2014 | Південна Корея | греко-римська боротьба, до 71 кг | 6      |

### Виступи на інших змаганнях
| Змагання                                                        | Збірна         | Вагова категорія                 | Місце  |
| --------------------------------------------------------------- | -------------- | -------------------------------- | ------ |
| Олімпійський кваліфікаційний турнір з боротьби 2004 (Новий Сад) | Південна Корея | греко-римська боротьба, до 60 кг | Срібло |
| Чемпіонат світу з боротьби серед студентів 2005                 | Південна Корея | греко-римська боротьба, до 66 кг | Срібло |
| Міжнародний меморіал Дейва Шульца 2007                          | Південна Корея | греко-римська боротьба, до 66 кг | Срібло |
| Міжнародний меморіал Дейва Шульца 2010                          | Південна Корея | греко-римська боротьба, до 60 кг | Золото |
| Кубок Президента Казахстану з боротьби 2011                     | Південна Корея | греко-римська боротьба, до 60 кг | Срібло |
| Меморіал Іона Корнеану 2012                                     | Південна Корея | греко-римська боротьба, до 60 кг | Золото |
| Trophee Milone 2012                                             | Південна Корея | греко-римська боротьба, до 66 кг | Золото |
| Турнір «Олімпія» 2014                                           | Південна Корея | греко-римська боротьба, до 71 кг | Золото |
| Міжнародний меморіал Білла Фаррелла 2015                        | Південна Корея | греко-римська боротьба, до 66 кг | Золото |

### Виступи на змаганнях молодших вікових груп
| Змагання                                      | Збірна         | Вагова категорія                 | Місце |
| --------------------------------------------- | -------------- | -------------------------------- | ----- |
| Чемпіонат світу з боротьби серед юніорів 2003 | Південна Корея | греко-римська боротьба, до 60 кг | 23    |